# Alpinia lauterbachii
Alpinia lauterbachii är en enhjärtbladig växtart som beskrevs av Theodoric Valeton. Alpinia lauterbachii ingår i släktet Alpinia och familjen Zingiberaceae. Inga underarter finns listade i Catalogue of Life.